# Alberto Pomeranz
Alberto Pomeranz (* in Rom; † nach 2000) war ein italienischer Pianist, Komponist und Musikpädagoge. 
Pomeranz absolvierte die Accademia di Santa Cecilia und studierte Kammermusik bei Guido Agosti. In Venedig besuchte er Kurse für moderne italienische Musik  bei Gino Gorini. Beim von Wilhelm Kempff veranstalteten Beethoven-Interpretationswettbewerb vertrat er Italien. Zwei Jahre lang unterrichtete er in den USA am New Yorker Brooklyn College. Viele Jahre war er Professor am Conservatorio di Musica "Ottorino Respighi". Er war Solist des Orchestra Da Camera Di Roma und Mitglied des Trio of Siena und gab Konzerte in ganz Europa, Kanada, den USA und in Afrika. Er komponierte u. a. die Musik zu Sergio Martinos Film La bellissima estate und spielte den Klavierpart in Gianfranco Mingozzis Film L'Appassionata. Unter Leitung des Komponisten nahm er beim Label GMD Music mit einem Ensemble Ennio Morricones Musik zum Film Nuevo Cinema Paradiso auf.